# Amt Mönchgut-Granitz
Het Amt Mönchgut-Granitz is een samenwerkingsverband van 6 gemeenten in het  Landkreis Vorpommern-Rügen in de Duitse deelstaat Mecklenburg-Voor-Pommeren. Het Amt telt 7.430 inwoners. Het bestuurcentrum bevindt zich in  Baabe.

## Gemeenten
1. Baabe * (954)
2. Göhren (1.315)
3. Lancken-Granitz (454)
4. Mönchgut (1.369)
5. Sellin (2.653)
6. Zirkow (685)